# The Manor House (East Lothian)
The Manor House ist eine Villa in der schottischen Ortschaft Inveresk in der Council Area East Lothian. 1971 wurde das Gebäude in die schottischen Denkmallisten in der höchsten Kategorie A aufgenommen.

## Geschichte
Die Villa wurde im Jahre 1748 für Archibald Shiells erbaut. Wie aus einem Immobilieninserat hervorgeht, wurde The Manor House kurz nach seiner Fertigstellung zum Kauf angeboten. Ob Shiells seinen Wohnsitz wechselte oder verstarb, kann heute nicht mehr nachvollzogen werden. Ab 1846 ist die Eigentümergeschichte des Anwesens, das im Laufe der Jahrhunderte mehrfach den Besitzer wechselte, erhalten. Um 1820 wurden Teile des Innenraums überarbeitet. Aus dieser Zeit stammen die ungewöhnlichen, ornamentierten Gipsarbeiten im Treppenbereich. Der Treppenturm wurde im 19. Jahrhundert hinzugefügt.

## Beschreibung
The Manor House liegt an der Inveresk Village Road im Ortszentrum unweit des Ostufers des Esk. Nebenliegend sind die Villen Halkerston Lodge und Inveresk Lodge. Das Mauerwerk der dreistöckigen klassizistischen Villa besteht aus grob zu Quadern behauenem, cremefarbenem Sandstein. Abgesetzt sind die Ecksteine an den Gebäudekanten sowie am Mittelrisalit an der nordostexponierten Frontseite. Diese ist sieben Achsen weit. Ein gebrochener Dreiecksgiebel bekrönt das mittige Eingangsportal. Der Risalit schließt mit einem weiteren Dreiecksgiebel mit ornamentiertem Tympanum mit den Initialen des Erbauers sowie dem Baujahr ab. An der Ostseite bricht der hinzugefügte Treppenturm die Symmetrie. Dieser weist einen quadratischen Grundriss auf und ist in der Gestaltung der Villa angepasst. Die Gebäuderückseite ist nur sechs Achsen weit, die im Schema 2–2–2 angeordnet sind. Die Villa schließt mit einem schiefergedeckten Walmdach.
Zwei Pavillons sind der Frontseite seitlich vorgelagert und über eine geschwungene Blendmauer mit dem Hauptgebäude verbunden. Die zweistöckigen Gebäude besitzen einen quadratischen Grundriss. Im Gegensatz zum Hauptgebäude besteht das Mauerwerk der Pavillons lediglich aus Bruchstein vom Sandstein. Eine geschwungene, mit grauem Schiefer eingedeckte Haube sitzt auf. Zu The Manor House gehören außerdem ein Taubenturm, der später als Gärtnerschuppen genutzt wurde, sowie ein Eishaus. Eine schlichte Bruchsteinmauer umfriedet das Anwesen. Die rustizierten Torpfosten stammen aus dem frühen 19. Jahrhundert.